# سوشي سواب
سوشي سواب (بالإنجليزية: SushiSwap)، رمزها سوشي (SUSHI)، هي منصة أو بورصة عملات مشفرة لا مركزية، تعمل على شبكة إيثريوم، تسمح للمستخدمين شراء وبيع الأصول الرقمية (عملات معماة)، تستخدم مجموعة من مجمعات السيولة مثل باقي المنصات اللامركزية.

## التاريخ
تم تأسيسها في 28 أغسطس 2020 من قبل مطورين مجهولين هما الشيف نومي (Chef Nomi) و0xMaki، وهو فريق صغير من البناة المتحمسين الذين جعلوا الرمز مفتوح المصدر ومتاحًا لأي شخص وهذا ما فعلته ايضاً منصة يونيسواب في بداياتها، تستخدم المنصة نموذج صانع السوق الآلي لبروتوكول التبادل اللامركزي، يتم تسهيل شراء وبيع العملات المشفرة من خلال العقود الذكية ويتم تحديد السعر بواسطة خوارزمية معينة.
استخدمت المنصة رمز يونيسواب لبناء أساسها مع بعض الاختلافات الرئيسية، وكانت أبرزها توزيع مكافآت من رموز سوشي، يتم مكافأة مزودي السيولة على سوشي سواب بالرمز المميز الأصلي للبروتوكول الخاص بها، حيث يمكن لحاملي رمز سوشي الاستمرار في كسب المكافآت حتى بعد توقفهم عن توفير السيولة.
عندما تم إطلاقها لأول مرة حفزت المنصة مزودي السيولة على الرهان على رموز مجمع السيولة الخاص بهم على منصة يونيسواب من خلال دفع مكافآت سوشي إضافية بسعر فائدة سنوي مرتفع، جذبت في غضون أسبوع سيولة تزيد عن 1 مليار دولار أمريكي، وبلغت القيمة الإجمالية المقفلة أكثر من 150 مليون دولار.
في عام 2021 قامت بإضافة منصك لنظامها البيئي، وهي منصة للرموز غير قابلة للاستبدال تسمى شويو، تهدف إلى معالجة أوجه القصور الحالية في أسواق الرموز غير قابلة للاستبدال، مثل خيارات تنسيق الملفات المحدودة، وأحجام الصور المحدودة، ورسوم المعاملات المرتفعة على الإيثريوم.

## مبدأ العمل
تقوم المنصة بتسهيل عمليات شراء وبيع الأصول الرقمية المختلفة بين المستخدمين، يتم الاحتفاظ بالرموز المميزة التي يتم تداولها على المنصة بواسطة العقود الذكية، يساهم مزودو السيولة في المجمعات من خلال ربط محفظة إيثريوم الخاصة بهم بالسوشي سواب وقفل الأصول بعقد ذكي.
يمكن للمشترين تبديل الرموز المميزة (زوج التداول) داخل حوض السيولة استنادا إلى قواعد البروتوكول، تأخذ العقود الذكية التي تعمل بنظام السوشي سواب كمية الرموز المميزة من المشتري وترسل له كمية معادلة من الرموز المميزة الأخرى، على سبيل المثال يتكون حوض السيولة لزوج التداول تيثر/ إيثريوم (USDT/ETH) في المنصة من كمية متساوية لودائع التيثر والإيثريوم، والذي يحافظ على إجمالي سعر الحوض ثابتا.

## روابط خارجية
- الموقع الرسمي
- الورقة التقنية